# 中江兆民
中江兆民（日语：／ Nakae Chōmin；1847年12月8日—1901年12月13日），日本明治時代思想家、記者、政治理论家，自由民权运动的代表人物。
1847年12月8日，他出生在高知城的一个下级士族家庭，幼名竹马。后来，他将本名改为中江笃介，并以兆民为号，自此以号行。1871年，中江兆民随岩仓使团前往欧洲，到法国留学；三年后，他回到日本，开办法兰西学塾，传授法语、政治与哲学。1881年，他与西园寺公望合作，加入自由党并创办《东洋自由新闻》。1882年，中江兆民在日本译介了卢梭的《社会契约论》，对日本社会产生巨大的影响，其也获得“东方卢梭”的美誉。1887年，他因《保安条例》被迫从东京移居至大版。1890年，他成为眾議院議員，却因为同党“土佐派”的背叛而愤然辞职。1893年，贫困的中江兆民意图从商，最终因经营不善而重返政界，并在1898年创办国民党。1900年，中江兆民加入民族主义政党国民同盟会，但在次年4月患上咽癌。在被医生自己只有“一年可活”后，中江兆民写出《一年有半》、《续一年有半》两本著作，宣扬唯物主义哲学与无神论思想，再度轰动日本社会。1901年12月13日，中江兆民病逝，终年54岁。

## 生平
弘化4年11月1日（1847年12月8日），生于土佐藩高知城下一个下级武士家庭。自幼在藩校文武馆学汉文。青年时期开始学习西方语言及人文学科。1871年到1874年，作为司法省留学生留学法国，研究哲学、历史学、文学， 受法国18世纪启蒙思想影响。1874年回到日本后，开办法文学塾，教授法律、政治、历史、哲学等课，两千多人曾从其受教。
1880年，参加自由党。1881年（明治十四年），和西园寺公望侯爵、柏田盛文、松田正久、松泽宪、上条信次、林正明等人创办报纸《东洋自由新闻》。主编《东洋自由新闻》，常在《东洋自由新闻》、《政理丛谈》等报刊上发表评论，宣传自由民权。1882年（明治十五年），他用汉文译述的法国卢梭《民约译解》（即《社会契约论》）一书出版，在日本知识界产生很大影响，他也由此获“东洋卢梭”称号，成为日本自由民权运动激进派理论家。他與德富蘇峰等人是自由民權運動的理論指導者。后因自由民权运动多次遭日本政府镇压，他转而主要从事写作。
1887年，为镇压自由民权运动，明治政府公布《保安条例》，中江兆民等500余名民权派人物被驱逐出东京。1888年，中江兆民在大阪创办《东云新闻》。后又主编後藤象二郎的日刊機關報《政论》、《自由新闻》，继续宣传自由民权，并且替被歧视的部落民争取权利。1889年，《大日本帝国宪法》颁布，中江兆民等人获得恩赦。1890年，在大阪水平社（为部落民争取解放的组织）支持下当选为眾議院议员。1891年，在预算问题上，议会自由党土佐派投靠政府，他因失望而退出议会。1891年，立憲自由党成立，任《立憲自由新聞》主筆。1893年后，他创办实业，自己筹措政治活动资金，但以负债累累而告终。
晚年，他再度参政，1897年组织国民党，出版机关刊物《百零一》，不久受挫。1900年，不顾学生幸德秋水劝告，参加帝国主义者组织“国民同盟会”。1900年底，他身患癌症，医生告诉他只有“一年有半”的时间可活，他坚持写成最后一部著作《一年有半》，其后又写下《续一年有半》保存其“无神无灵魂”的哲学思想，由学生幸德秋水整理出版。
1901年12月13日，中江兆民在東京病逝。葬仪按其遗嘱不采用任何宗教仪式。

## 著作
专著：
- 《理学钩玄》（1886年）
- 《革命前法兰西二世纪事》（1886年）
- 《三醉人经纶问答》（1886年）
- 《平民的觉醒》（1886年）
- 《国会论》（1887年）
- 《选举人的觉醒》（1889年）
- 《忧世慨言》（1889年）
- 《放言集》（1891年）
- 《一年有半》（1901年）
- 《续一年有半》（1901年）

著書新版：
- 中江兆民全集（全17巻+別巻、岩波書店、1983-1986年）
編集委員：松永昌三・松本三之介・松沢弘陽・溝口雄三・井田進也
- 明治文学全集13　中江兆民集（林茂 編、筑摩書房、1967年、新版2013年）
- 日本の名著36　中江兆民（河野健二責任編集、中央公論社、1970年、中公バックス1984年）
- 近代日本思想大系3　中江兆民集（松永昌三 編、筑摩書房、1974年）
- 三酔人経綸問答（桑原武夫・島田虔次 訳・校注、岩波文庫、1965年、ワイド版2007年）
- 中江兆民評論集（松永昌三 編、岩波文庫、1993年）
- 一年有半・続一年有半（井田進也 校注、岩波文庫、1995年）
- 三酔人経綸問答（鶴ヶ谷真一訳、光文社古典新訳文庫、2014年）
- 一年有半（鶴ヶ谷真一訳、光文社古典新訳文庫、2016年）

译作：
- 《民约译解》（卢梭《社会契约论》日译本，1882年）
- 《非开化论》（卢梭《论科学与艺术》日译本，1883年）
- 《维氏美学》（维隆E. Véron《Esthétique》日译本，1883年-1884年）
- 《理学沿革史》（富耶A. Fouillée《Histoire de la pliilosopbie》日译本，1886年）
- 《伦理学大纲》（叔本华，1893年）

## 外部連結
- 中江兆民 （页面存档备份，存于） | 近代日本人の肖像 （页面存档备份，存于）（国立国会図書館）
- 国立国会図書館 憲政資料室 中江兆民関係文書
- . kotobank （日语）.